# Абалмасов (хутор)
Абалмасов — хутор в Волоконовском районе Белгородской области России. В составе Шидловского сельского поселения.

## Название
Топоним имеет не ясную, по-видимому тюркскую базу и относится к примерно 200 иноязычным (из 1700) топонимов Белгородской области, большинство из которых имеют финно-угорскую основу.

## География
Хутор расположен в восточной части Белгородской области, в 12,5 км по прямой к северо-западу от районного центра Волоконовки.

## Население
| 2002 | 2010 |
| ---- | ---- |
| 17   | ↘11  |